# Act Your Age
Act Your Age è il secondo album in studio della band pop punk Home Grown, pubblicato nel 1998 dalla Outpost Recordings.

## Tracce
1. Nowhere Slow (Lohrbach)
2. All That You Have (Lohrbach)
3. She's Anti (Tran)
4. Surfer Girl (Lohrbach)
5. Last Nite Regrets (Tran)
6. Suffer (Lohrbach)
7. Your Past (Tran)
8. Grow Up (Lohrbach)
9. Piss Off (Tran)
10. Let Go (Lohrbach)
11. Bad News Blair (Tran)
12. Kids (Lohrbach)
13. Wow, She Dumb (Tran)
14. Envy Me (Tran)
15. Reflections (Lohrbach) / "Too Many Stops"

## Formazione
- John Tran - voce, chitarra ritmica
- Ian Cone - chitarra solista, cori
- Adam "Adumb" Lohrbach - basso, cori
- Bob Herco - batteria